# 菊池美里
菊池 美里（きくち みさと、1977年5月26日 - ）は、日本の女優。埼玉県出身。

## 人物
- 大東文化大学外国語学部日本語学科卒業
- 趣味： 映画鑑賞、脱出ゲーム、白塗り
- 特技：ピアノ、暗算
- 受賞歴：佐藤佐吉賞2024　最優秀助演俳優賞

## 出演

### 舞台
1999年
- グラスホッパー「アマイカオリ」スタジオあくとれ
- 田中企画「フリークス・イン・スイートルーム」アール・コリン

2000年
- グラスホッパー「彼女が涙をドブに捨てた夜」スタジオあくとれ
- 11月グラスホッパー「トリコジカケ」明石スタジオ

2001年
- 10月グラスホッパー「ばらいろ蝶」明石スタジオ
- 12月見学者「別の岬」中野テレプシコール

2003年
- 4月play unit-fullfull「ゆんぼーさんが来る」中野MOMO
- 8月水性音楽「プラチナ」中野MOMO
- 9月グラスホッパー「メモリウム」ウエストエンドスタジオ
- 12月play unit-fullfull「遠くに行くことは許されない」シアターブラッツ

2004年
- 2月play unit-fullfull「アイダ」
- 2月水性音楽「ガラスカッター」明石スタジオ
- 5月トリコ劇場「つみうみ」千本桜ホール
- 9月top quark「うつつ酔い」ウエストエンドスタジオ
- 10月プチトリコ「わたしは、虫」シアターPOO
- 11月水性音楽「フレンズヘブン」明石スタジオ

2005年
- 1月ロングランプランニング主催THEATER SUNRISEvol.3「笛が鳴ったらたすけて」渋谷gabowl
- 4月oi-SCALE 企画公演「オムニバスofoioi」駅前劇場
- 5月グラスホッパー「剥がれる」明石スタジオ
- 6月ロニーロケット「青春の砂鉄」OFFOFFシアター
- 11月ククルカン「グリニッジ」萬スタジオ

2006年
- 1月トリコ劇場「粉花病」シアターブラッツ
- 3月play unit-fullfull「気持ちよくさよならを言おうとする」OFFOFFシアター
- 6月水性音楽「空に消える時」サンモールスタジオ
- 7月コトリコ「ことり学園、危機一髪！」シアターPOO
- 9月グラスホッパー「神様の不在」明石スタジオ

2007年
- 1月危婦人「江波戸さんちのにぎやかな正月」駅前劇場
- 3月play unit-fullfull「ふたりが見た景色」ルデコ
- 4月プチトリコ「第六感」シアターPOO
- 8月グラスホッパー「こ きゅう」明石スタジオ
- 10月散歩道楽「西国分寺物語」サンモールスタジオ

2008年
- 2月危婦人「江波戸さんちのにぎやかなひなまつり」ザ・ポケット
- 4月モチトリコ「デルタ」シアターPOO
- 5月4×1h Reading #0「ソヴァージュばあさん」ルデコ
- 6月Tuesdays!「小栗旬より若いんだから学ラン着たっていいじゃない！」
- 8月ドリームダン「ダイヤモンド」下北沢 楽園
- 10月劇団ギリギリエリンギ「１K～部屋とYシャツと時々、ワタシ～」ルデコ

2009年
- 1月4×1h Play#2「ソヴァージュばあさん」シアターミラクル
- 3月国道五十八号戦線「誰も寝てはならぬ」神楽坂die pratze
- 3月国道五十八号戦線「誰も寝てはならぬ」一心寺シアター倶楽
- 5月東京マダムユッケ「うぐいす谷の女神」シアターPOO
- 5月そのだりん　ひゃくものがたり「第２６夜　押入れのちよ」シアターPOO
- 6月西村和宏＋ウォーリー木下企画「ハルメリ」春風舎
- 8月散歩道楽「すこし離れて、そこに居て」シアターサンモール
- 9月小櫃川桃郎太一座「キツネの嫁入り　他短編」atelier SENTIO
- 9月ドリームダン「ありとあらゆる涙」サブテレニアン
- 10月演劇カンパニー”東京の人”「カラクリヌード」シアターブラッツ
- 12月岩☆ロック座「２P」シアターPOO

2010年
- 2月マダマダムーン「ろれつ－夫婦の秘メ事－」colabo Café
- 5月第一回○○の人東京大会「かっこいい宇宙人のぼく」タイニイアリス
- 6月play unit-fullfull「父、不在」シアター711
- 7月ドリームダン「僕に似合いの身体」シアターブラッツ
- 8月時間堂＋スミカ「のるもの案内」ModeL T
- 10月演劇カンパニー”札幌の人”「かっこいい宇宙人のぼく」シアターZOO
- 10月めがね堂「knockin'on the door」シアターコレド

2011年
- 1月リーディング企画 みきかせプロジェクト 空中回転ブレンド ワーサルシアター
- 3月スミカ「とりどりの咲く歌」APOCシアター
- 4月時間堂＋趣向＋ami produceリーディングまつり「解体されゆくアントニンレーモンド建築 旧体育館の話」シアターKASSAI
- 5月趣向「解体されゆくアントニンレーモンド建築 旧体育館の話」神奈川芸術劇場　大ホール
- 6月劇団ゲキハロ「ハイカラ探偵王　青いルビー殺人事件」俳優座劇場
- 9月ドリームダン「キサマが地獄に堕ちるまで」サンモールスタジオ
- 10月マダマダムーン「兎の刻－トノコクー」シアターコレド
- 11月and Me「愛想笑いしかできない」OFFOFFシアター

2012年
- 3月散歩道楽「ストロンガー」俳優座劇場
- 4月エビス駅前バープロデュース「約束するぜと笑って言えよ」エビス駅前バー
- 5月札幌ハムプロジェクト「戦うゾウの死ぬとき」GEKIBA
- 7月ドリームダン「マニマニ」シアターKASSAI
- 9月札幌ハムプロジェクト「戦うゾウの死ぬとき」いいかげん居酒屋Suwa!!
- 9月エビス駅前バープロデュース「ライ・トゥ・ミー」エビス駅前バー
- 11月and Me「ファミリー(仮)」OFFOFFシアター
- 12月札幌ハムプロジェクト★東京のひととまちめぐり２０１２「パレパーレ星の新しい生き物」 スペースCOA

2013年
- 1月趣向ワカヌ「発表～いま、ここ。～」シアターコレド
- 3月TANGRAM「ギブ・ミー・ライン」シアターKASSAI
- 6月肯定座「スペインの母A」CINEMA BOKAN
- 7月セロリの会「遠くに行くことは許されない」「劇」小劇場
- 8月危婦人「ボナミ」Geki地下Libety
- 10月肯定座「濡れた花弁と道徳の時間」明石スタジオ
- 11月and Me「その胸にうなだれて」OFFOFFシアター
- 12月エビス駅前バープロデュース「ことし、さいあくだった人」エビス駅前バー

2014年
- 2月劇団リケチカ「ただえり」RAFT
- 3月暴走乙女ライン「遙かなるカトマンズ」アートスペース・プロット
- 5月エビス駅前バープロデュース「ふりむかないで」エビス駅前バー
- 7月セロリの会「ツナガル」「劇」小劇場
- 9月ドリームダン「優しくして」ワーサルシアター
- 11月aibook「気がつけば、あした。」OFFOFFシアター

2015年
- 1月肯定座「オールライト☆なぅ」明石スタジオ
- 3月ヤリナゲ「スーサイド・イズ・ペインレス」王子小劇場
- 5月辻川ストロベリー「女と幸せ」駅前劇場
- 9月ドリームダン「ダイヤモンド」SPACE雑遊
- 10月ちょくちょく企画「CAKE FOR BREAKFAST」EARTH+GALLERY
- 12月肯定座「MAN IN WOMAN」明石スタジオ

2016年
- 2月aibook「ミルフィーユ」OFFOFFシアター
- 8月aibook「ミルフィーユ」田野畑 羅賀荘

2017年
- 4月ハッカ「机島」空洞
- 5月肯定座「はんかくさい奴らの夜明け」駅前劇場
- 8月aibook「疾走」駅前劇場
- 10月くによし組「ベチャロンドン」中野スタジオあくとれ
- 12月日本フィンランド演劇プロジェクト「行こう！野ウサギ」早稲田小劇場どらま館

2018年
- 2月aibook休日公演「ぺあ」東京、岩手
- 8月aibook「吐く」駅前劇場
- 10月ムシラセ「魔法少女的ゾンビ」シアターミラクル

2019年
- 1月APOFES一人芝居「ベッドタイム・ライフ」APOCシアター
- 6月もたい村「タイトルロール・ワズ」新宿眼科画廊
- 12月佐藤辰海演劇祭参加、優勝　ムシラセ「つやつやのやつ」はなまる学習会王子小劇場

2020年
- 3月ふじえだ短編演劇祭参加、優勝　もたい村「いる」白子ノ劇場
- 6月髭亀鶴オンライン企画リーディング
- 11月肯定座「えん・えん・えん」はらっぱ公園

2021年
- 1月ピウス企画「虚言癖倶楽部」シアターKASSAI
- 3月演出家コンクール最終審査参加作品　くによし組「おもんぱかるアルパカ」下北沢「劇」小劇場
- 7月くによし組「バクで、あらんことを」はなまる学習会王子小劇場
- 9月まじんプロジェクト「伝説の男」中野ザ・ポケット
- 11月札幌ハムプロジェクト★東京支部「黄昏ジャイグルデイバ」下北沢　楽園
- 12月ムシラセ「つやつやのやつ」荻窪　オメガ東京

2022年
- 1月トローチ「あいついつまでもやってる」赤坂 RED/THEATER
- 3月ありがとう市民会館おおみや特別公演「いと、をかし」市民会館おおみや 小ホール
- 7月札幌ハムプロジェクト★東京支部プロデュース公演「使わなければダメになる」OFFOFFシアター
- 8月リブレプロデュース「ママはダンシングクイーン」日本聖書神学校　礼拝堂
- 10月グッドディスタンス「仮説に、ゆれる」シアター711
- 12月ムシラセ「瞬きと閃光」シアター風姿花伝

2023年
- 3月 白猫屋企画『花より文化祭』
- 7月 札幌演劇シーズン参加 札幌ハムプロジェクト『黄昏ジャイグルデイバ』コンカリーニョ
- 7月 ムシラセ『つやつやのやつ』と『ファンファンファンファーレ！』駅前劇場
- 8月 くによし組壁短編集『壁背負う人々』こまばアゴラ劇場
- 9月 エトエ『エトエのふれあい祭り』マジェルカ

2024年
- 2月 ムシラセ『きょうの◯◯は』Paperback Studio
- 7月 ムシラセ『ナイトーシンジュク・トラップホール』新宿シアタートップス
- 9月 エトエ『将来』SCOOL
- 12月 maars inc.『夫婦』王子小劇場

2025年
- 8月 劇団道学先生『水星とレトログラード』下北沢ザ・スズナリ

### TV
- アウト×デラックス（2015年、フジテレビ）
- ゆとりですがなにか（2016年、日本テレビ） - 島本役[5]
- ゆとりですがなにか 純米吟醸純情編（2017年、日本テレビ） - 島本役
- 新宿セブン 第四話（2017年、テレビ東京）
- 99.9-刑事専門弁護士-SEASONⅡ 第三話（2018年、TBSテレビ）
- ミス・ジコチョー〜天才・天ノ教授の調査ファイル〜 第四、五話（2019年、NHK）

### CM
- ジャパネットキャンペーンCM　夏のエアコン祭り　水晶篇
- 湖池屋ハッシュドポテト「ひとりの意見」篇

### WEB-movie
- ECCオリジナル短篇ドラマ「ENVISION」